# Vivi

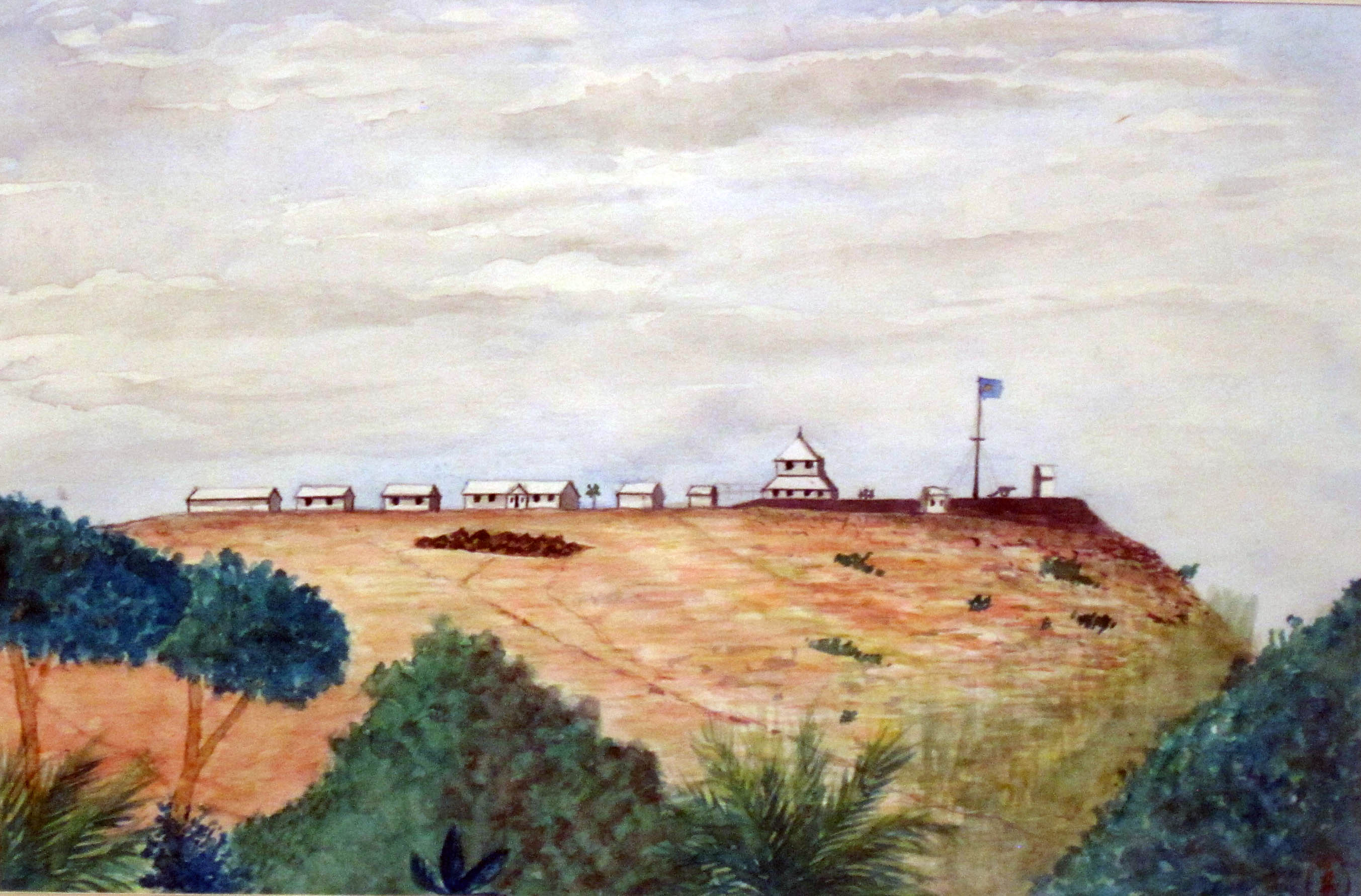
Post van Vivi in 1887

Vivi is een Congolese stad op de rechteroever van de Congostroom, tegenover Matadi. Het was de eerste post gesticht in opdracht van koning Leopold II (1879).

## Naam
De plaatsnaam zou niet van bantoe oorsprong zijn, maar Europees. De initialen van kapitein Lieven Van de Velde (een adjunct van Henry Morton Stanley) zouden de post zijn naam hebben gegeven. Hij was er op 15 september 1882 commandant geworden en bestreed er een uitbraak van pokken.

## Geschiedenis
De stad werd gesticht door een expeditie onder leiding van Henry Morton Stanley. In opdracht van het Comité d'études du Haut-Congo moest hij een verbinding tot stand brengen tussen beneden-Congo en de bevaarbare bovenloop (Stanley-Pool). Hij was geland in Banana en begon vanaf augustus 1879 een hoofdkwartier in te richten aan de voet van de stroomversnellingen, bij een bestaand vissersdorp. De arbeidskrachten wierf hij aan in lokale factorijen. Na vijf maanden ging de wegenaanleg van start: eerst het tracé van Vivi naar Isangila (83 km) en dan van Manianga naar Kinshasa (152 km). Daarmee was de dragersroute gecreëerd die de roofeconomie op gang kon brengen. Het tussenstuk Isangila-Manianga (120 km) was bevaarbaar.
Stanley liet de post verplaatsen naar de overkant van de kloof. Daar was een geschikt plateau op een 150 meter hoge rotspunt. Men ging spreken over Vieux Vivi en Nouveau Vivi.
Vivi was een administratief centrum en een haven voor oceaanschepen. Na de Conferentie van Berlijn (1885) schreef Leopolds vertegenwoordiger Francis de Winton vanuit Vivi een rondzendbrief waarin hij de oprichting van de Kongo-Vrijstaat afkondigde aan de militaire, handels- en missieposten. Op die eerste juli 1885 werd Vivi de eerste hoofdstad van de kolonie. Vanaf 1 mei 1886 zou Boma de rol overnemen. 1 juli werd ook de nationale feestdag, later vervangen door onafhankelijkheidsdag (30 juni).

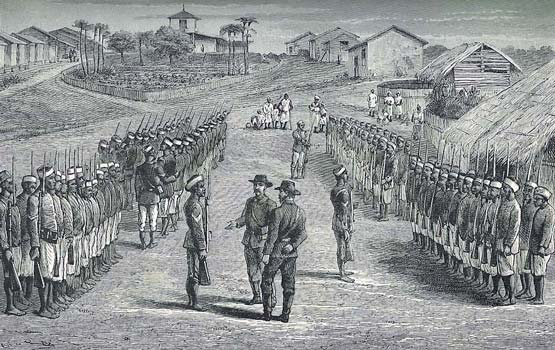
Garnizoen te Vivi (1885)
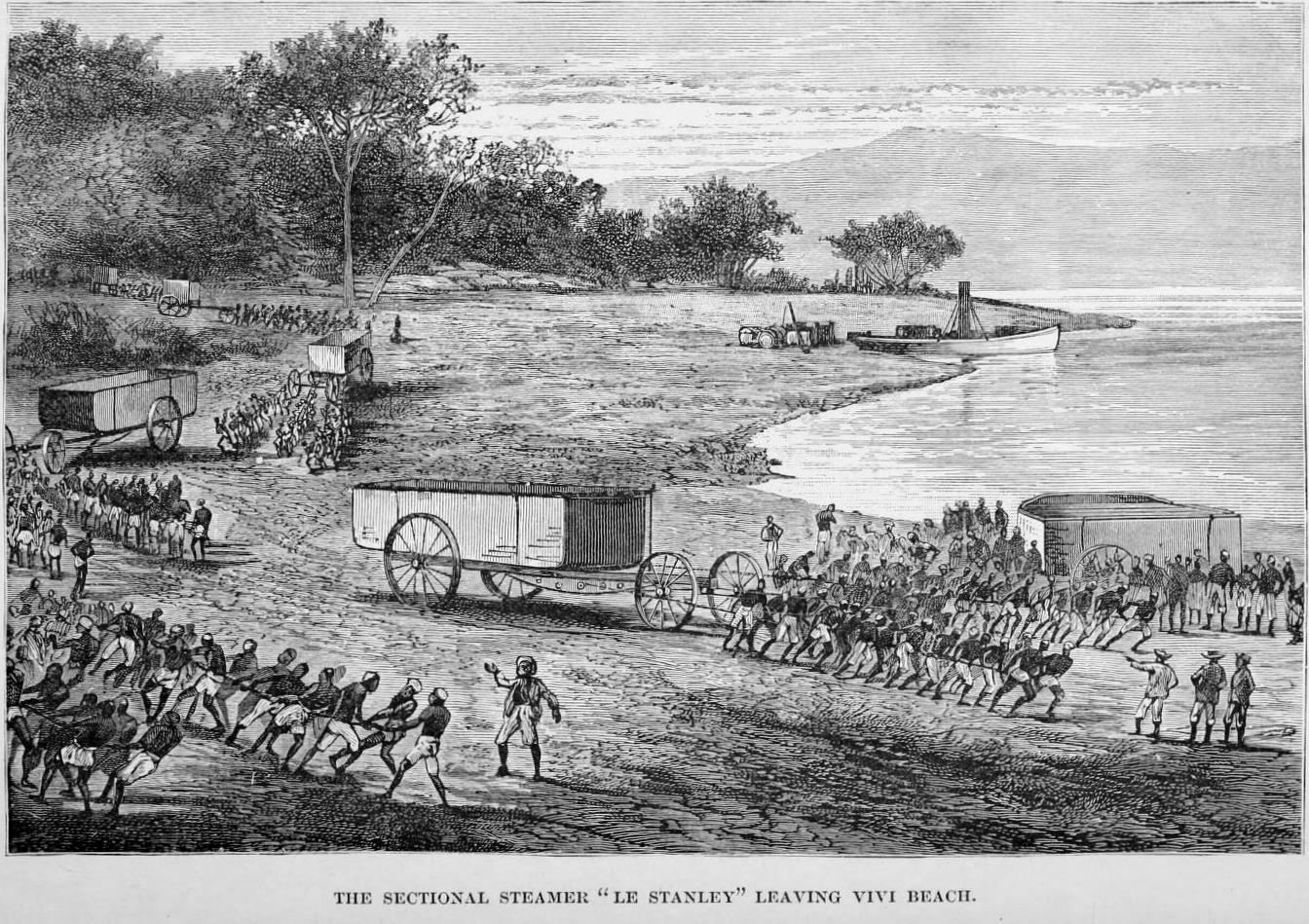
Stanley's arbeiders aan het werk (1885)
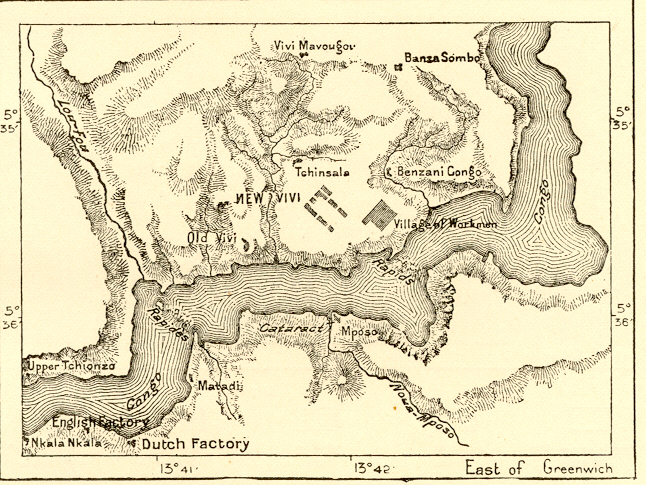
Ligging van Vivi en Matadi (1890)
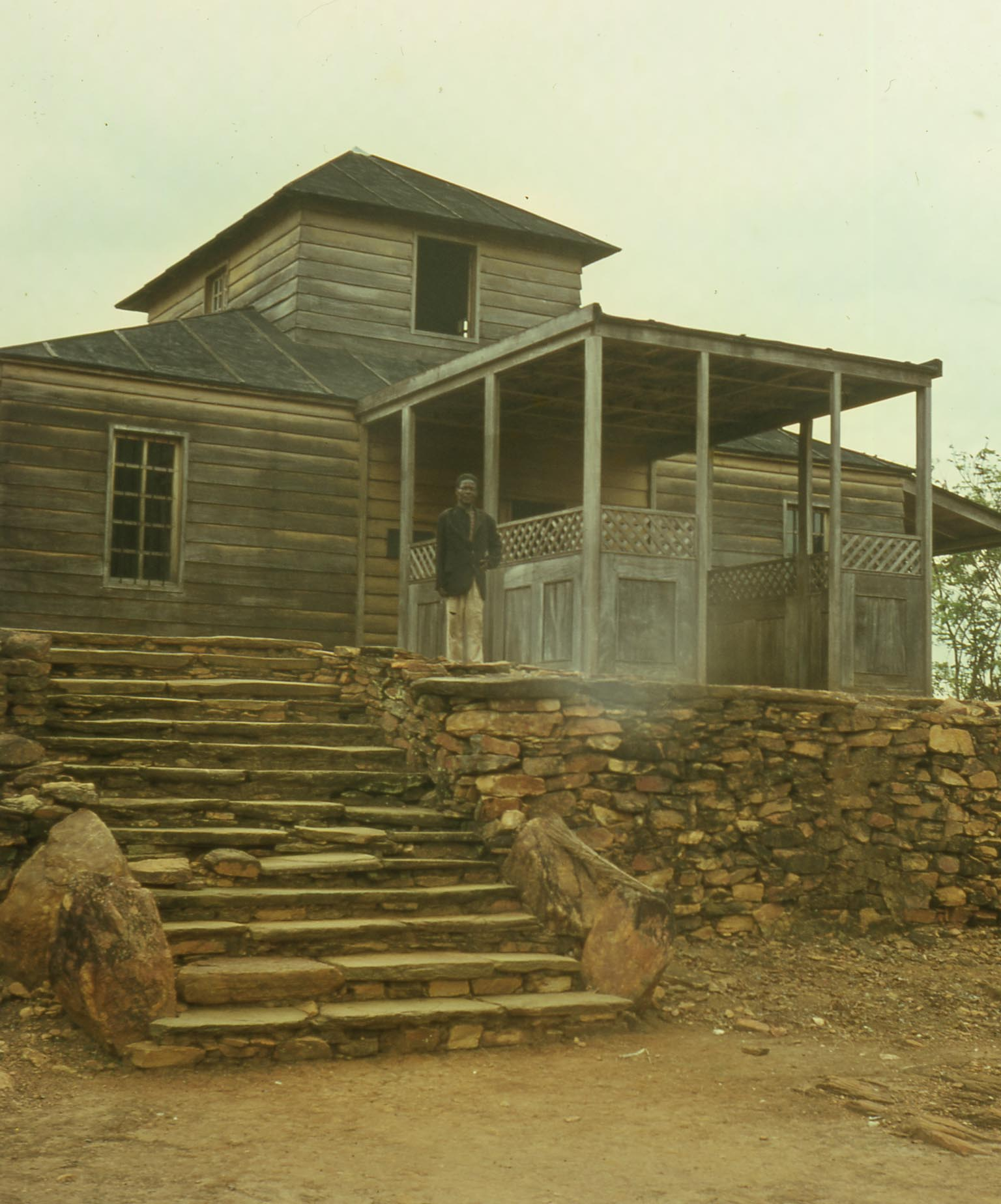
Huis van Stanley (1965)

## Trivia
- De Belgische verkenner Edmond Hanssens (1843-1884) is gestorven en begraven in Vivi.
- Uit een dorp in de buurt van Vivi kwam Massala, een stamhoofd dat werd opgevoerd in het Congolees dorp dat de Wereldtentoonstelling van 1885 in Antwerpen een miljoenenpubliek bezorgde.
- De Zweedse officier Peter August Möller beschreef het station in 1887.
- De geoloog-paleontoloog Édouard Dupont exploreerde in 1887 de grot van Vivi en vond er geen fossielen maar wel een laag guano.